# Thionia similis
Thionia similis är en insektsart som beskrevs av Schmidt 1910. Thionia similis ingår i släktet Thionia och familjen sköldstritar. Inga underarter finns listade i Catalogue of Life.